# 줄무늬잎코박쥐
줄무늬잎코박쥐(Hipposideros vittatus)는 잎코박쥐과에 속하는 박쥐의 일종이다. 남아프리카 동부와 남부 지역의 토착종이다. 이전에는 코머슨둥근잎박쥐의 아종으로 간주했으며, 현재 마다가스카르섬에 제한적으로 분포한다.

## 분포 및 서식지
줄무늬잎코박쥐는 주로 아프리카 동부와 남부 지역에서 발견된다. 동아프리카 분포 지역은 에티오피아와 소말리아부터 케냐를 거쳐 잠비아와 모잠비크까지이다. 남부 지역은 짐바브웨와 보츠와나, 나미비아이다. 그러나 작은 개체군이 아프리카 서부와 중부 지역 전역의 앙골라와 중앙아프리카공화국, 콩고민주공화국 동부, 기니, 나이지리아에서 점점이 흩어져 존재한다. 줄무늬잎코박쥐는 현지의 동굴에서 서식하며, 때로는 나무 속과 건물 처마에 거꾸로 매달려서 생활하기도 한다. 삼림지대 사바나 지역에서 가장 흔하게 발견된다. 그러나 해발 최대 1700m의 열대 우림에서 발견되기도 한다.

## 보전 상태
전체적으로 특별한 위협 요인은 없다. 그러나 석회암 동굴의 과도한 채굴과 여행객들에 의한 서식지 교란, 과도한 사냥으로 서식지가 파괴되어 개체수가 감소 추세를 보이고 있다. 동아프리카의 일부 보호 지역 특히 케냐의 트사보 이스트 국립공원에서 다수의 개체군이 발견된다. 남아프리카공화국의 크루거 국립공원 일부 지역에서도 서식한다.